# Cantonul Compiègne-Sud-Ouest
Cantonul Compiègne-Sud-Ouest este un canton din arondismentul Compiègne, departamentul Oise, regiunea Picardia, Franța.

## Comune
| Comune     | Populație (1999) | Cod poștal | Cod INSEE |
| ---------- | ---------------- | ---------- | --------- |
| Armancourt | 527              | 60880      | 60023     |
| Compiègne  | 41 254 (1)       | 60200      | 60159     |
| Jaux       | 2 078            | 60880      | 60325     |
| Jonquières | 527              | 60680      | 60326     |
| Le Meux    | 1 708            | 60880      | 60402     |
| Venette    | 2 674            | 60280      | 60665     |